# Stiefel-Mannigfaltigkeit
In der Mathematik parametrisieren Stiefel-Mannigfaltigkeiten, benannt nach Eduard Stiefel, die Orthonormalbasen der Unterräume eines Vektorraumes.

## Definition
Sei {\displaystyle \mathbb {K} =\mathbb {R} ,\mathbb {C} } oder {\displaystyle \mathbb {H} } der (Schief-)Körper der reellen, komplexen oder quaternionischen Zahlen und sei {\displaystyle V=\mathbb {K} ^{n}} ein {\displaystyle n}-dimensionaler {\displaystyle \mathbb {K} }-Vektorraum. Sei {\displaystyle 0\leq k\leq n}.
Dann ist die Stiefel-Mannigfaltigkeit {\displaystyle V_{k}(\mathbb {K} ^{n})} definiert als Menge aller {\displaystyle k}-Tupel orthonormaler Vektoren.
Die nichtkompakte Stiefel-Mannigfaltigkeit wird definiert als Menge der {\displaystyle k}-Tupel linear unabhängiger Vektoren. Die Inklusion von {\displaystyle V_{k}(\mathbb {K} ^{n})} in die nichtkompakte Stiefel-Mannigfaltigkeit ist eine Homotopieäquivalenz.

### Wirkung der linearen Gruppe
Die Gruppe {\displaystyle \operatorname {GL} (n,\mathbb {K} )} wirkt transitiv auf der nichtkompakten Stiefel-Mannigfaltigkeit mit Stabilisator {\displaystyle \operatorname {GL} (k,\mathbb {K} )}, man erhält also eine Bijektion mit
{\displaystyle \operatorname {GL} (n,\mathbb {K} )/\operatorname {GL} (k,\mathbb {K} )}.
Auf der Stiefel-Mannigfaltigkeit {\displaystyle V_{k}(\mathbb {K} ^{n})} wirken sogar die orthogonalen bzw. unitären Gruppen bereits transitiv und man erhält Bijektionen
{\displaystyle {\begin{aligned}V_{k}(\mathbb {R} ^{n})&\cong \operatorname {O} (n)/\operatorname {O} (n-k)\\V_{k}(\mathbb {C} ^{n})&\cong \operatorname {U} (n)/\operatorname {U} (n-k)\\V_{k}(\mathbb {H} ^{n})&\cong \operatorname {Sp} (n)/\operatorname {Sp} (n-k).\end{aligned}}}

### Topologie
Man benutzt die obigen Bijektionen, um auf {\displaystyle V_{k}(\mathbb {K} ^{n})} eine Topologie zu definieren, mit der die Bijektion zu einem Homöomorphismus wird. Mit dieser Topologie werden die {\displaystyle V_{k}(\mathbb {K} ^{n})} zu Mannigfaltigkeiten der folgenden Dimensionen:
{\displaystyle \dim V_{k}(\mathbb {R} ^{n})=nk-{\frac {1}{2}}k(k+1)}
{\displaystyle \dim V_{k}(\mathbb {C} ^{n})=2nk-k^{2}}
{\displaystyle \dim V_{k}(\mathbb {H} ^{n})=4nk-k(2k-1).}
Äquivalent kann man die Topologie auch definieren durch die kanonische Identifizierung von {\displaystyle V_{k}(\mathbb {K} ^{n})} mit einem Unterraum von {\displaystyle \mathbb {K} ^{nk}}.

## Prinzipalbündel über der Graßmann-Mannigfaltigkeit
Die Graßmann-Mannigfaltigkeit {\displaystyle G_{k}(\mathbb {K} ^{n})} ist die Menge der {\displaystyle k}-dimensionalen Untervektorräume des {\displaystyle \mathbb {K} ^{n}}.
Jedem {\displaystyle k}-Tupel linear unabhängiger Vektoren kann man den von ihm erzeugten Untervektorraum zuordnen, auf diese Weise definiert man eine Projektion
{\displaystyle V_{k}(\mathbb {K} ^{n})\rightarrow G_{k}(\mathbb {K} ^{n})}.
Die so definierten Projektionen sind Prinzipalbündel
{\displaystyle {\begin{aligned}\operatorname {O} (k)&\to V_{k}(\mathbb {R} ^{n})\to G_{k}(\mathbb {R} ^{n})\\\operatorname {U} (k)&\to V_{k}(\mathbb {C} ^{n})\to G_{k}(\mathbb {C} ^{n})\\\operatorname {Sp} (k)&\to V_{k}(\mathbb {H} ^{n})\to G_{k}(\mathbb {H} ^{n}).\end{aligned}}}

## Stiefel-Mannigfaltigkeiten in der diskreten Mathematik
Der Graph-Homomorphismen-Komplex {\displaystyle \operatorname {Hom} (C_{5},K_{n})} ist homöomorph zur Stiefel-Mannigfaltigkeit {\displaystyle V_{2}(\mathbb {R} ^{n-1})} (Csorba-Vermutung, bewiesen von Schultz).

## Stiefel-C-Mannigfaltigkeit
Die Stiefel-C-Mannigfaltigkeit ist eine leichte Verallgemeinerung der Stiefel-Mannigfaltigkeit und definiert als
{\displaystyle S(C)=\{X\in \mathbb {R} ^{n\times p}\colon X'X=C,\;p\leq n\},}
wobei {\displaystyle C} eine positiv definite {\displaystyle p\times p}-Matrix ist.